# The Grove (The Walking Dead)
«La Arboleda» —título original en inglés: «The Grove»— es el decimocuarto episodio de la cuarta temporada de la serie de televisión de horror, posapocalíptica The Walking Dead, La cadena AMC lo emitió en los Estados Unidos, el 16 de marzo de 2014, la cadena FOX hizo lo propio en España e Hispanoamérica el día siguiente. 
Carol, Tyreese, Lizzie, Mika y Judith encuentran una casa en un bosquecillo de pecan en su viaje a Terminus y tratan los conceptos moralistas del mundo de los caminantes, una inestable Lizzie, y la admisión de Carol de matar Karen a Tyreese.
Este es el último episodio en el que aparecen dos miembros del elenco semi regulares (detallados en Trama) y sus muertes son recibidas positivamente por la mayoría de los críticos. Una vez emitido, el episodio fue visto por 12.87 millones de televidentes estadounidenses y recibió una calificación de 18-49 de 6.4. Esto marca un aumento en la audiencia y 18-49 calificaciones del episodio anterior.

## Argumento
Tyreese (Chad L. Coleman), Carol (Melissa McBride), y hermanas Lizzie (Brighton Sharbino) y Mika (Kyla Kenedy) continúan su viaje a Terminus a lo largo de las vías del ferrocarril, mientras cuidan a la hija pequeña de Rick, Judith. Carol y Tyreese están preocupados por la supervivencia de Mika y Lizzie, ya que Mika es demasiado amable y Lizzie parece no entender sobre los caminantes. Encuentran a un caminante atrapado por sus piernas en las vías del tren, y Lizzie ruega a Tyreese que lo evite. Cerca de allí, encuentran una casa abandonada en un bosquecillo de pacanas, Carol sugiere que tal vez quieran descansar allí unos días. Mientras Tyreese y Carol limpian la casa de los caminantes, un caminante se acerca a las hermanas; Mika se apresura a dispararle en la cabeza, mientras que Lizzie mira con lágrimas. Aseguran el perímetro de la casa y se instalan.
Al día siguiente, Carol ve a Lizzie intentando jugar con una caminante y ella sale corriendo y la mata. Lizzie le grita a Carol por matar a su "amiga". Más tarde, Carol lleva a Mika a cazar, pero no se atreve a dispararle a un ciervo. Cuando regresan, descubren que Tyreese ha logrado que funcione la bomba de agua, y sugiere que quieran establecerse aquí permanentemente. Más tarde ese día, Lizzie y Mika vuelven a las vías del tren, y Lizzie le da un ratón de comer al caminante atrapado; se acerca, preparándose para dejar que el caminante la muerda, diciéndole a Mika que los caminantes "quieren que [ella] cambie", pero un grupo de caminantes aparece de repente y las dos huyen de regreso a la casa. Sus gritos hacen que Carol y Tyreese salgan y los cuatro eliminan a los caminantes. Más tarde esa noche, Carol habla con Lizzie sobre por qué los caminantes son peligrosos y por qué es necesario matarlos. Mika dice que no quiere "ser mala" al matar gente. Lizzie le dice que tienes que hacerlo, pero solo algunas veces.
Carol y Tyreese dejan a Judith al cuidado de las hermanas mientras cazan. Cuando vuelven, descubren que Lizzie ha matado a Mika con un cuchillo. Lizzie, luciendo feliz, dice que está bien porque "ella volverá". Lizzie intenta evitar que interfieran apuntándoles con una pistola, insistiendo en que Mika estará bien ya que no apuñaló su cerebro. Carol calma a Lizzie lo suficiente para obtener el arma, y le pide que se lleve a Judith y entre con Tyreese mientras ella ata a Mika para que no vaya a ninguna parte. Lizzie dijo que iba a hacer lo mismo con Judith, pero Carol calmadamente señala que ni siquiera puede caminar. Lizzie acepta y va con Tyreese. Carol comienza a llorar mientras llora a Mika y lentamente saca su cuchillo para apuñalarla. Más tarde, Carol y Tyreese discuten qué hacer con Lizzie; ella dice que admitió a atraer a los caminantes a la valla de la prisión usando ratas como cebo. También fue Lizzie quien hizo la extravagante efigie de conejo extendida en la prisión. Tyreese se pregunta si ella fue la responsable de matar a Karen y David, pero Carol profesa que Lizzie es inocente, sin embargo, todavía representa una amenaza para Judith. Tyreese se ofrece a llevar a Judith y continuar hacia Terminus, pero Carol dice que Judith los necesita a ambos. Ambos concluyen que Lizzie es demasiado peligrosa para estar cerca de otras personas.
Al día siguiente, Carol le pide a Lizzie que salga a buscar flores para Mika. Lizzie se da cuenta de que Carol está enojada con ella y cree que es porque apuntó con un arma hacia ella. Lizzie comienza a llorar y dice que lo siente, pero Carol, ahora llorando también, insiste en que mire las flores. Luego dispara a Lizzie en la parte posterior de la cabeza, y la entierran al costado del cuerpo de Mika. Ella regresa a la casa y le da el arma a Tyreese, admitiendo que ella había matado a Karen y David para evitar la propagación de la infección en la prisión. Ella le dice a Tyreese que haga lo que tenga que hacer. Después de preguntarle si Karen sufrió, él dice que no olvidará, pero la perdona porque es en el pasado. Al día siguiente, Carol y Tyreese salen de la casa y continúan su viaje hacia Terminus.

## Producción
"The Grove" fue escrito por el productor ejecutivo Scott M. Gimple, su octavo crédito de la escritura de la serie, y la segunda de la temporada tras el primer episodio. Fue dirigida por el director de fotografía de la serie Michael E. Satrazemis, marcando su debut como director. Este episodio se centra exclusivamente en los personajes de Carol Peletier (Melissa McBride), Tyreese Williams (Chad L. Coleman), y los personajes recurrentes: Lizzie Samuels (Brighton Sharbino) y Mika Samuels (Kyla Kenedy).
Los actores principales: Andrew Lincoln (Rick Grimes), Norman Reedus (Daryl Dixon), Steven Yeun (Glenn Rhee), Lauren Cohan (Maggie Greene), Danai Gurira (Michonne), y Chandler Riggs (Carl Grimes) están acreditados pero no aparecen. Emily Kinney (Beth Greene), Sonequa Martin-Green (Sasha) y Lawrence Gilliard Jr. (Bob Stookey) también están ausentes, pero se acreditan como "co-protagonistas".
Este episodio se centra por completo en los personajes de Carol Peletier (Melissa McBride), Tyreese Williams ( Chad L. Coleman) y los personajes recurrentes Lizzie Samuels (Brighton Sharbino), y Mika Samuels (Kyla Kenedy). Este episodio marcó las apariciones finales de Sharbino y Kenedy, cuyos personajes fueron asesinados en el episodio. Por las razones de Carol para tener que matar a Lizzie (que recuerda a Of Mice and Men) y la mentalidad de Carol en el episodio, McBride explicó:
No, no creo que haya realmente otra opción. Hay mucha naturaleza versus nutrición en este episodio para mirar. Por mucho que rompió el corazón de Carol tener que hacer esto y darse cuenta de que esto tenía que hacerse. Estaban caminando hacia las flores en esa escena y Lizzie dice: "Estás enojada conmigo y lo siento". Pensarías que lamentaría haber apuñalado a su hermana hasta la muerte, pero en cambio siente lástima por apuntarle con una pistola, así que simplemente no lo entiende. No es un mundo seguro para nadie. La capacidad de luchar no es una talla única para todos; todos son diferentes Temáticamente, se dice mucho sobre el cambio. Algo que obtuve de este episodio para Carol, también, es que tienes que cambiar. El mundo te cambiará, tienes que adaptarte o morir. Se trata de aferrarse a esa parte de ti: puedes cambiar, pero no te pierdas. Eso es lo que le estaba pasando a Carol, su mentalidad, estaba tan empeñada en proteger a estos niños que perdió algo de algo, y ese era su aspecto de crianza. Le faltaban muchas cosas porque tenía los ojos tan puestos en la supervivencia.

Sobre cómo se mostrarían en la pantalla las muertes planeadas de Lizzie y Mika, Scott Gimple explicó:

Con la muerte de Mika, eso era algo que quería que descubrieran Carol y Tyreese. No quería ver eso suceder. Y me gustaría tomar el crédito por una idea increíble, pero básicamente así es como sucede en el libro. Fue descubierto. No fue mostrado. Fue muy efectivo en el libro. Me funcionó cuando lo leí y supe que también sería efectivo. No creo que necesitáramos ver esa parte de eso. Es algo en lo que la imaginación del público será mucho más horrible que cualquier cosa que pudiéramos haber hecho. En cuanto al disparo, luchamos con el corte de eso. Jugamos con él en una variedad de iteraciones. Inicialmente se trataba de lo que sentimos que era de buen gusto para mostrar y lo que sentimos no era de buen gusto para mostrar y averiguar eso. Yo diría que el descubrimiento en el camino fue el disparo donde no lo vemos, pero vemos a Carol apretar el gatillo y nos quedamos con Carol. Es una actuación tan notable que Melissa hace en ese momento que no hubiera querido cortar de todos modos, porque realmente en ese momento todo se trata de Carol. La suerte está fundida y esta es la historia de Carol. Esto está cumpliendo una gran parte de la historia de Carol de una manera muy trágica. Y para ver a ese personaje sentir ese momento y sentir la gravedad de ese momento y el impacto sobre ella e incluso simplemente cambiarla en ese mismo momento, realmente sentí la descripción de Melissa de ese momento. Pude sentirlo. Así que al final se fue hacia la narración de todos modos.

## Recepción

### Visitas
Tras la transmisión, el episodio fue visto por 12.87 millones de televidentes estadounidenses, y recibió una calificación de 18-49 de 6.4. Esto marca un aumento en el total de espectadores y clasificaciones del episodio anterior, que recibió una calificación de entre 18 y 49 de 6,3 y 12,65 millones de espectadores.

### Recepción crítica

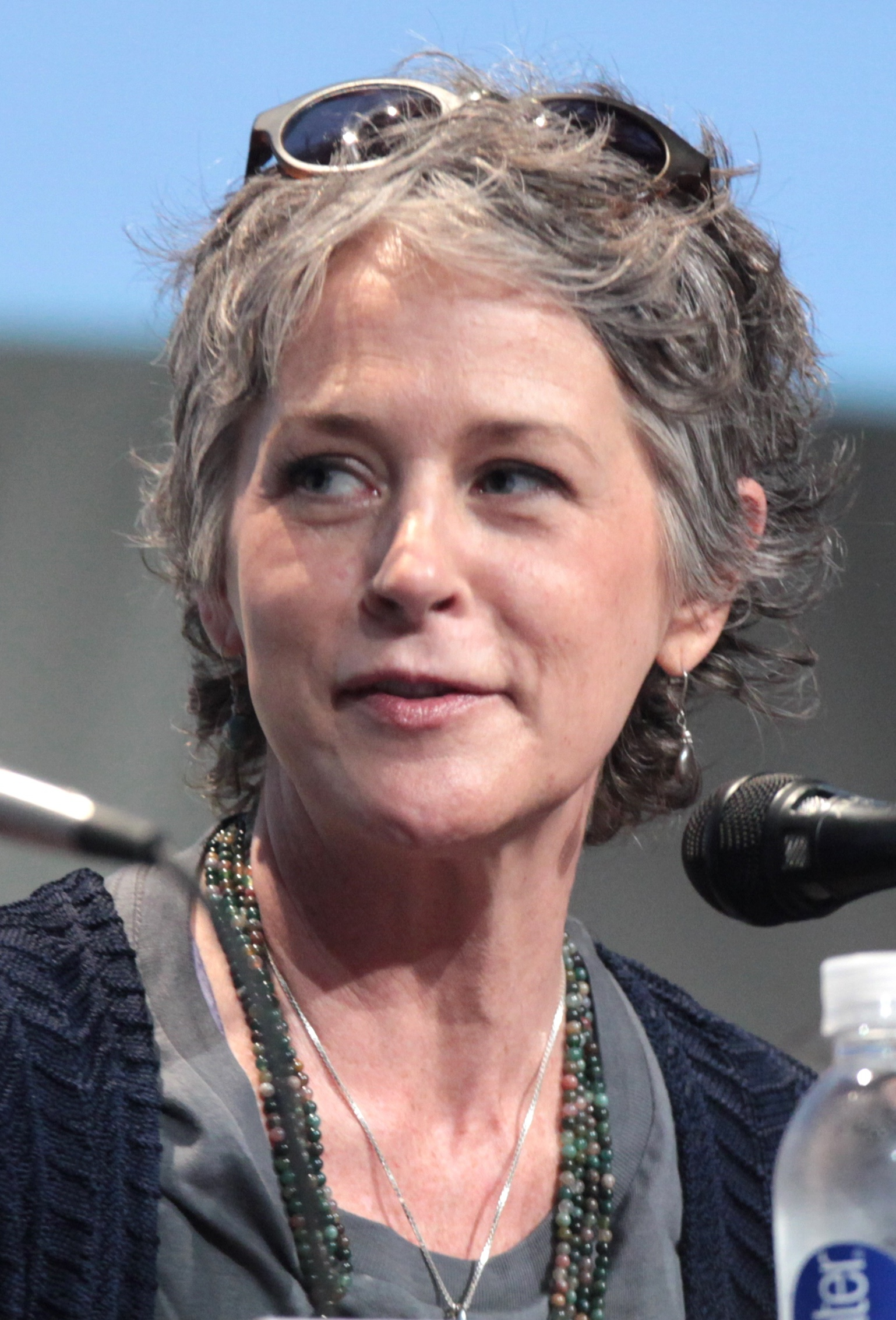
Melissa McBride recibió aclamaciones críticas por su actuación como Carol en este episodio.

El episodio recibió la aclamación de la crítica, y la mayoría de las críticas elogiaron la actuación de Melissa McBride, aunque algunas mostraron incertidumbre en su final. Lesley Goldberg, de The Hollywood Reporter, llamó al episodio "uno de los más desgarradores". Matt Fowler de  IGN  le dio al episodio un 9.5 de 10, diciendo que Walking Dead de esta semana tomó el grupo post-prisión que menos me importaba y les dio el más sorprendentemente intenso y emocional El escritor Scott Gimple y el director Michael Satrazemis (el director de fotografía del programa lo cambia) nos trajeron lo que hace mejor el espectáculo: historias desgarradoras de pérdida tanto a través de las acciones de los demás como de las acciones que uno se compromete a sí mismo. ser un gran admirador de la serie de cómics Robert Kirkman, partes amorosamente levantadas de esta historia de un arco en los libros que involucran un par de otros personajes, por lo que aquellos que han leído apreciarán las "tendencias peculiares de Lizzie". También lo listó como el mejor episodio número uno en la lista de  The Walking Dead: Top 10 Episodios  de IGN.
Allen St. John de  Forbes  le dio al episodio una reseña positiva, llamándolo  un juego de moralidad. Se trata de un lado de la línea de la naturaleza contra la crianza .
Luego comentó positivamente sobre la escritura, diciendo: 
 Si bien gran parte del crédito de "The Grove" va para escritor Scott Gimple, quien también escribió este episodio (con un guiño, quizás, a De Stein and Men de John Steinbeck), hay mucho crédito para dar vueltas en un episodio tan fuerte como este. Como Mika, Kyla Kennedy no solo era dulce sino firme, y Brighton Sharbino (que también interpretó a la hija de Marty Hart en True Detective) hizo su confusión de forma convincente. Chad Coleman parecía que [él] había visto algo que deseaba poder ver. Como Carol, Melissa McBride recurrió a los depósitos de fuerza y decencia, que le permitieron hacer esto sin parecer un monstruo. De hecho, cuando apretó el gatillo, con los ojos llenos de lágrimas, me recordó a  Jesse matando a Gale en Breaking Bad. Y el director primerizo Michael Satrazemis entendió que menos es más, y su corte hacia el arma de Carol, y el punto de vista distante de Tyreese, le dio a la escena la tranquila dignidad que merecía.

Paul Vigna del Wall Street Journal comentó sobre el cinismo del episodio, diciendo  De todas las cosas enfermas y dementes que han sucedido en el apocalipsis zombi de' The Walking Dead ', es difícil imaginar algo tan impactante y triste como ver a la loca Lizzie de pie junto a la hermana que acaba de asesinar a puñaladas, sin ningún concepto de lo que acababa de hacer, totalmente esperando que ella "volviera". Carol siendo obligada a matar a Lizzie estaba cerca segundo. Realmente no hay dos formas de hacerlo, este fue uno de los episodios más enfermos de "The Walking Dead" en toda su carrera. Todas las grietas más oscuras de la psique humana salen en el episodio de esta noche, "The Grove", y aunque una cosa es que cuando ves a un personaje como el Gobernador hacer cosas impactantes y dementes, es mucho más perturbador e incómodo ver a un niño, un niña, haciéndolos. Pero ahí es donde este show fue esta noche. Es difícil imaginar que cualquier otro programa en televisión sería tan oscuro. Realmente tienes un público preparado, porque no es algo fácil de tragar ".
Zack Handlen de  The A.V. Club dio al episodio un C +, comentando negativamente sobre los giros de la trama, diciendo "Me reí porque era demasiado. Los escritores se arriesgaron y lanzaron otro golpe para tomarnos por sorpresa: esta vez, era una niña tan convencida de que los zombies eran sus mejores amigos que ella asesinó a su hermana. Debería ser horrible, y si el episodio funcionó para ti, estoy seguro de que sí. No funcionó para mí, sin embargo, y Ver a Lizzie de pie junto a ese cadáver hizo una pausa en mi mente. Toda la situación se volvió demasiado absurda, morbosa, absurdamente sombría como para tomarla en serio."

1. 
2. 
3. 
4. 
5. 
6. 
7. 
8. 
9. 
10. 
11. 
12. 
13. 
14. 
15. 
16. 
17. 